# Josefa Murillo y Bravo de Vela
Josefa Murillo y Bravo de Vela va ser una artista espanyola del segle xix, coneguda tant com a pintora com a actriu de sarsuela. Va néixer a Andalusia, possiblement a Sevilla, al voltant del 1835. Després de demostrar les seves habilitats com a tiple en els teatres de províncies, es va traslladar a Madrid el 1857, on va ser contractada pel Teatro de la Zarzuela. Va interpretar diferents papers en sarsueles amb èxit, com ara El relámpago, Casado y soltero, Amar sin conocer i Entre mi mujer y el negro. També va estrenar altres sarsueles com Azón Visconti i El diabló las carga. Josefa Murillo va ser reconeguda per la seva presència escènica, la seva veu i la seva clara pronunciació, així com per la seva habilitat per interpretar diferents papers amb èxit.

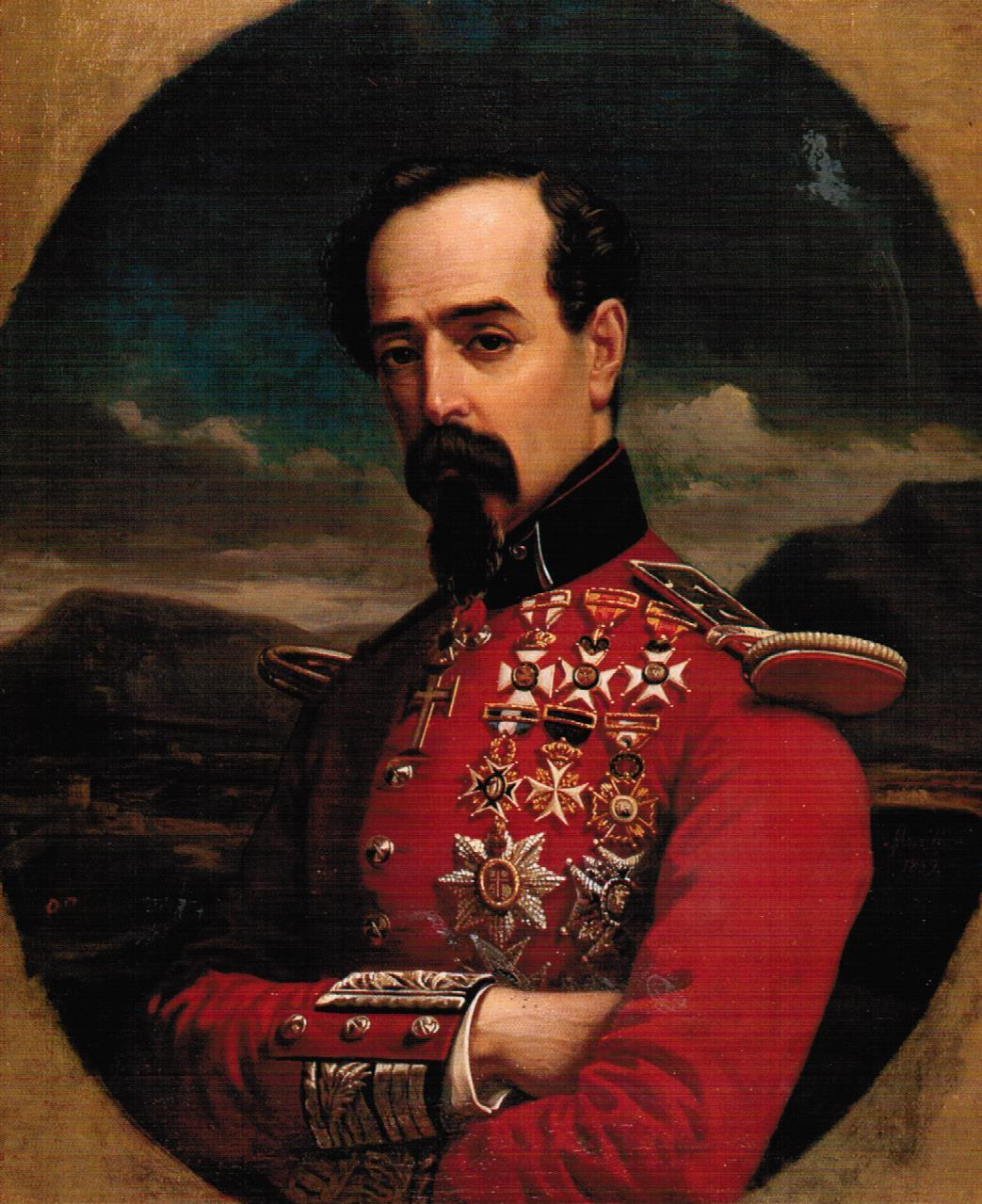
Quadre del duc de Montpensier pintat per Josefa Murillo

## Referència
1. ↑  Enciclopèdia Espasa Volum núm. 37, pàg. 524 (ISBN 84-239-4537-5)